# 马尔切洛·马尔皮吉
马尔切洛·马尔皮吉（Marcello Malpighi，1628年3月10日–1694年11月30日），意大利显微解剖学家。

## 生平
生于克雷瓦尔科雷的一个农民家庭。17岁入博洛尼亚大学就读。1668年成为英国皇家学会会员。马氏管就是根据他命名的。

## 著作
著有《关于肺的解剖观察》（1661）和《论内脏结构》（1666）等作品。

Opere, 1687